# Historia de los judíos en Polonia

Ubicación de Polonia (verde oscuro) en la Unión Europea (verde claro) y en Europa (gris oscuro).

La historia de los judíos en Polonia abarca prácticamente un milenio. Comenzó con un largo periodo de tolerancia religiosa y prosperidad para la comunidad judía del país y acabó dramáticamente con la aniquilación de la práctica totalidad de la comunidad en el siglo XX durante la ocupación nazi de Polonia y el Holocausto.

## Resumen
Desde la fundación del Reino de Polonia en el año 1025 y hasta la Unión polaco-lituana en el año 1569, Polonia fue uno de los países más tolerantes de Europa convirtiéndose en el hogar de una de las comunidades judías más grandes y vibrantes del mundo. Para los historiadores de la época Polonia se había convertido en algo similar a un “Paraíso Judío”.
El establecimiento de la unión polaco-lituana debido a una serie de invasiones extranjeras y de cambios culturales, como la reforma protestante y el posterior Concilio de Trento, provocaron que la tolerancia religiosa, que era tradicional en Polonia, empezara a mermar desde el siglo XVII.
Después de la Partición de Polonia en 1795 y la desaparición del país como estado soberano, los judíos fueron víctimas de leyes antisemitas ante todo a causa del creciente antisemitismo del Imperio ruso, pero también del Imperio Habsburgo y del Prusiano. Cuando Polonia recobró su independencia, poco antes de la Segunda Guerra Mundial, en el país habitaban algo más de tres millones de judíos, que formaban una de las comunidades más importantes del mundo.
Aproximadamente el 90 % de los judíos polacos fueron asesinados por los nazis durante el Holocausto. La actitud de los polacos no judíos abarcó un amplio abanico de posiciones: hubo colaboracionistas con los nazis, aunque las masacres (como en el pogromo de Jedwabne) fueron provocadas por los alemanes en principio. Hubo también muchos casos heroicos en los que polacos cristianos ayudaron a esconder a sus vecinos judíos. Después de la guerra estas personas fueron nombradas por Israel como “Justos entre las naciones”. De todas maneras, la mayoría de los polacos solamente veía a los judíos como competidores por los recursos económicos del país y los odiaba en tanto que no católicos.
Durante la posguerra, gran parte de los aproximadamente entre 180 000 y 240 000 supervivientes emigraron desde la Polonia comunista hacia el recién creado Estado de Israel, Estados Unidos y Sudamérica. Su partida venía precedida de la hostilidad del partido comunista hacia la religión y la propiedad privada. Muchos de los judíos que se habían quedado en Polonia emigraron a finales de los años 60 como resultado de varias campañas soviéticas antisemitas. Después de la caída del régimen comunista en Polonia en 1989, la situación de la comunidad judía del país se ha ido normalizando, y los judíos que eran ciudadanos polacos antes de la Segunda Guerra Mundial, junto con sus descendientes, pueden recuperar la ciudadanía.
La comunidad judía actual de Polonia se estima entre 8 000 y 12 000 personas, concentrados sobre todo en Varsovia, aunque el número actual de judíos, incluidos aquellos que no están vinculados al judaísmo o a la cultura judía pero que son judíos según las leyes rabínicas, podría ser varias veces mayor.

## De la historia temprana a la edad de oro: 966–1572

### Historia temprana: 966–1385
Los primeros judíos llegaron a la actual Polonia en el siglo X viajando por las rutas comerciales del este. Los comerciantes judíos de la época (conocidos como Radhanitas) también cruzaron la región de Silesia. Uno de ellos, un mercader y diplomático de la ciudad española de Tortosa, conocido por su nombre árabe "Ibrahim ibn Ya'qub" fue el primer cronista que mencionó al estado polaco durante el reinado del Príncipe Miecislao I. La primera mención a los judíos que hicieron los cronistas polacos data del siglo XI. En esta crónica se lee que los judíos estaban viviendo en Gniezno, la capital del reino polaco en la época de la Dinastía Piast. La primera comunidad permanente la menciona en el año 1085 un erudito judío llamado "Jehuda ha-Kohen"; según él esta comunidad estaba en la ciudad de Przemyśl (aunque esta ciudad estaba en Rutenia y no pertenecía a Polonia en aquella época).

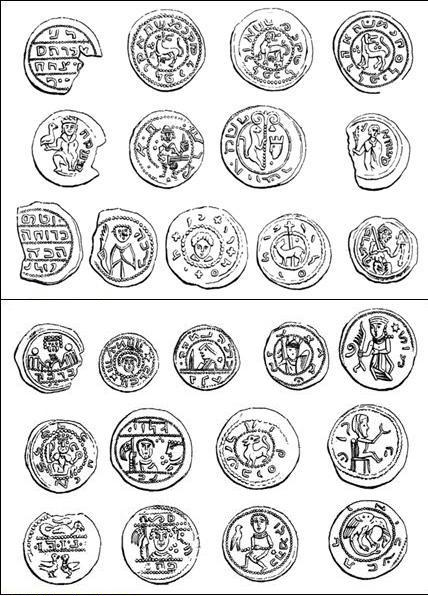
Monedas polacas de la Alta Edad Media con inscripciones en hebreo.

La primera gran emigración judía desde el oeste de Europa a Polonia se desarrolló durante la época de la primera cruzada, en año 1098, y durante el reinado de Boleslao III de Polonia. Los judíos animados por el régimen tolerante de este mandatario se asentaron por toda Polonia, incluyendo las fronteras con Lituania. Al mismo tiempo Polonia recibía inmigrantes Jázaros, una tribu turca que se había convertido al judaísmo. El rey, por su parte, reconoció pronto la utilidad de los judíos para el desarrollo de los intereses comerciales de su país.
Los judíos llegaron para formar la columna vertebral del sistema económico polaco. Tanto fue así que incluso las monedas acuñadas durante el reinado de Miecislao III el Viejo llevaban grabados caracteres hebreos. Los judíos gozaron de una gran paz y prosperidad en gran parte de los territorios en los que estaba dividido el país. Los judíos formaron la clase media en un país donde la población consistía en una minoría de grandes latifundistas, la única nobleza polaca denominada "Szlachta", y el campesinado. De esta forma los judíos se volvieron fundamentales para el desarrollo de la economía y el comercio del país.
Esta situación de tolerancia inicial fue alterada gradualmente por la Iglesia católica, por un lado, y por los Estados alemanes vecinos, por otro. No obstante, había entre los príncipes polacos algunos que protegían a la población judía porque consideraban su presencia imprescindible para el desarrollo económico que el país estaba viviendo. Entre estos gobernantes destacó "Boleslao V el Casto", príncipe de la gran Polonia, que con el apoyo de los representantes de las clases sociales y una serie de altos oficiales del ejército polaco proclamó el "Estatuto de Kalisz" que garantizaba a todos los judíos la libertad de elección de trabajo, comercio y movimiento. Así, durante el siguiente siglo la Iglesia católica se dedicaría a impulsar la persecución de los judíos, mientras que los reyes de Polonia normalmente los protegían.
En 1334 Casimiro III de Polonia, o Casimiro el Grande, amplió los derechos de todos los polacos y de los judíos en particular por medio del "Estatuto de Wislicki". Casimiro fue un gobernante especialmente tolerante con los judíos polacos y su reinado se recuerda como una era de gran prosperidad para la judería polaca. De hecho fue apodado por sus contemporáneos "Rey de los siervos y de los judíos". Sin embargo, mientras en gran parte del reino de Casimiro los judíos polacos disfrutaban de una gran tranquilidad, en algunos lugares cercanos a la frontera con Alemania fueron víctimas de persecución por culpa de la Peste Negra, de la que se les culpaba. Hubo masacres en Kalisz, Cracovia, Głogów y otras ciudades fronterizas, y se estima que unos 10 000 judíos fueron asesinados. Aun así, estos asesinatos comparados con las despiadadas matanzas de judíos del occidente europeo fueron nimios. Los judíos polacos, en proporción a su número, no sufrieron demasiado, y enormes masas de judíos alemanes emigraron hacia las tierras más hospitalarias de Polonia.

### La primera era Jagellón: 1385–1505
Como resultado del matrimonio entre Vladislao II de Polonia con Eduviges I de Polonia, hija del rey Luis I de Hungría, Lituania se unió con el reino de Polonia. A pesar de que en 1538 durante el reinado de Ladislao II los derechos de los judíos polacos fueron ampliados a los judíos de Lituania, estando él en el poder (y después reinando sus sucesores) comenzaron las primeras persecuciones contra los judíos en Polonia, mientras que el rey no hacía nada para evitarlo. Hubo un gran número de libelos y disturbios violentos contra los judíos y la persecución "oficial" se incrementó gradualmente, sobre todo debido a la intolerancia del clero católico.

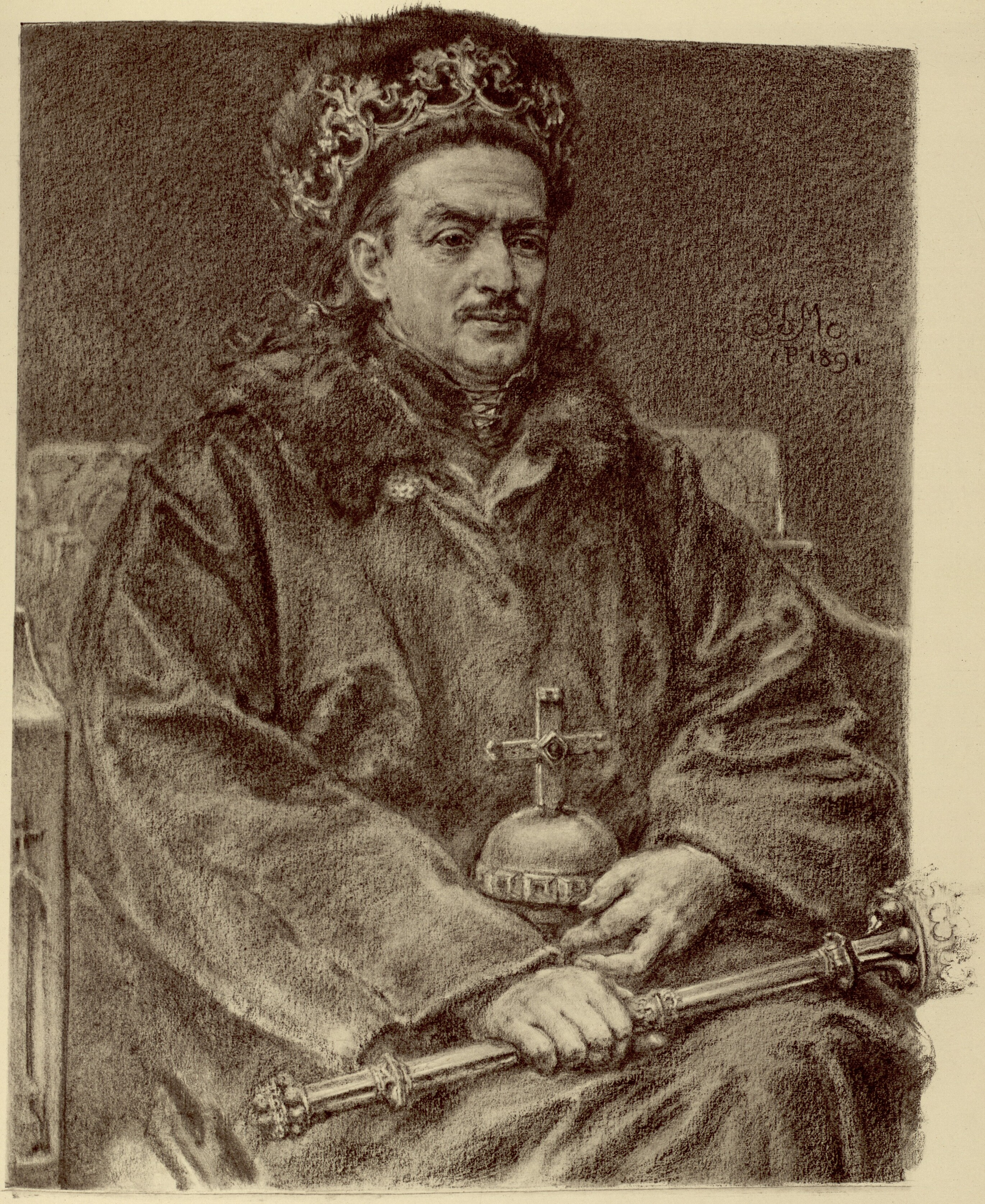
Casimiro IV Jagellón confirmó y amplió los fueros judíos en la segunda mitad del.

El empeoramiento de la situación de los judíos se detuvo durante un tiempo en época de Casimiro IV Jagellón, que reinó desde 1447 hasta 1492, pero para aumentar su poder tardó muy poco tiempo en promulgar el Estatuto de Nieszawa. Entre otras cosas, el estatuto sirvió para abolir los antiguos privilegios de los judíos, ya que éstos eran "contrarios al derecho divino y a las leyes del país". La política del reino hacia los judíos no fue más tolerante durante los reinados de los sucesores de Casimiro: Juan I Alberto de Polonia, que reinó desde 1492 hasta 1501, y Alejandro I Jagellón, que reinó desde 1501 hasta 1506 y que había expulsado a los judíos del Gran Ducado de Lituania (previamente había sido el Gran Duque de Lituania) en 1495.

### El centro del mundo judío: 1505–1573

Mapa de las expulsiones de judíos en Europa entre 1100 y 1600. Polonia fue uno de los mayores receptores de expulsados judíos.

Alejandro I cambió de punto de vista en 1503, un poco después de que los judíos fueran expulsados de España en 1492 y también de Austria, Bohemia y Alemania, pasando a promover la inmigración judía hacia una Polonia mucho más tolerante. De esta manera Polonia pasó a ser un refugio seguro para los exiliados del oeste de Europa, y el incremento resultante de la comunidad judía del país convirtió a Polonia en el centro cultural y espiritual del pueblo judío.
La etapa más próspera para la judería polaca comenzó tras estas nuevas migraciones de judíos durante el reinado de Segismundo I (de 1506 a 1548) que protegió a los judíos en sus dominios. Su hijo Segismundo II de Polonia, que reinó desde 1548 hasta 1572, mantuvo la política de tolerancia religiosa que su padre había seguido y también garantizó a los judíos la libre disposición de sus bienes comunales, permitiendo además la creación de un órgano autónomo de la comunidad judía, denominado kahal. Este período originó la creación de un dicho que aseguraba que Polonia era "El paraíso de los judíos". La unión polaco-lituana se convirtió en el principal centro del judaísmo asquenazí y sus yeshivot alcanzaron fama durante este período. Polonia acogió a inmigrantes judíos de Italia, así como a judíos sefardíes, romaniotas, mizrajíes y persas.   La vida religiosa judía prosperó en muchas comunidades polacas. A mediados del siglo XVI, aproximadamente el 75 % de los judíos vivían en Polonia.

## La Confederación Polaco-Lituana: 1572–1795

### La confederación de Varsovia
Después de la muerte del rey Segismundo II de Polonia (fallecido sin descendencia, sería el último rey de la Dinastía Jagiellon) los nobles polacos y lituanos se reunieron en Varsovia en 1573 junto con los representantes de todas las religiones mayoritarias (entre ellos los judíos) y firmaron un documento rogándose entre todos respeto, tolerancia y apoyo mutuo.[cita requerida] Aun así, entre ellos no estaban los representantes de una secta cristiana antitrinitaria, cuya presencia en Polonia era ya destacable, y que está en los orígenes de la Iglesia Unitaria moderna.
Véase: Confederación de Varsovia de 1573.

### Incrementa el aislamiento. La historiografía tradicional y las investigaciones recientes
Los primeros estudios historiográficos que han tratado el tema de la vida judía polaca en esta época suelen errar de reduccionismo. Suelen hacer énfasis en el aumento de sentimientos antijudíos en la época, centrándose en el aumento de los pogromos (causados por las acusaciones lanzadas por los cristianos a los judíos de profanos, blasfemos o de sacrificar niños cristianos en rituales secretos). Aquella historiografía se centra en destacar un aumento de la persecución y del aislamiento de los judíos que habría dado como resultado una mayor autonomía de la comunidad.
Algunos trabajos recientemente publicados (de historiadores como Fram, Hundert, Rosman, Teller y Teter) han intentado demostrar que ese supuesto aislamiento no era tal. Por ejemplo, sabemos que los judíos de la época no solo hablaban yidis, sino que además conocían los idiomas locales, vestían de formas muy similares (por ejemplo, sabemos que los cristianos adoptaron la forma de vestir de los judíos para ir a la iglesia) y compartían los mismos espacios. Conocemos, de hecho, gracias a documentos de la época que había rabinos y clérigos muy preocupados porque los judíos y los cristianos compartían las mismas viviendas.
Contrariamente a la visión tradicional que defiende un total aislamiento judío y su total autonomía con respecto a los cristianos, las evidencias históricas demuestran que los judíos solían recurrir a los tribunales cristianos para litigar contra otros judíos (como demuestran los trabajos de Judith Kalik, de Adam Teller y de Magda Teter).
La existencia del Consejo de las cuatro Tierras (un organismo judío que agrupaba a las comunidades judías de la Gran Polonia, de la Pequeña Polonia, de Rutenia y de Volinia) ha sido empleada para justificar la existencia de un poder autónomo judío que permitía a la comunidad autogobernarse, pero hoy sabemos que su creación y su disolución estuvieron ligadas a la necesidad de las comunidades judías de adaptarse a la transformación económica del Estado polaco.
Igualmente, mientras la historiografía tradicional ha promovido una visión idealizada de la cultura rabínica judía de la época y del autogobierno, centrándose en las fuentes escritas por los propios rabinos, algunos trabajos recientes han demostrado que este fue un periodo de transformación (si no de decadencia) de la autoridad rabínica en la comunidad (por ejemplo, los libros y artículos especializados de Adam Teller).
En resumen, los historiadores de las décadas recientes han aportado una imagen mucho más objetiva de la vida judía en la Polonia-Lituania premodernas que ha ido mucho más allá de la visión tradicional, dejando atrás la típica idea de la persecución y el aislamiento.

### El levantamiento cosaco y el Diluvio
En 1648 la Unión Polaco-lituana fue devastada por varios conflictos durante los cuales perdió alrededor de un tercio de su población (aproximadamente tres millones de personas), y las pérdidas judías se pueden contar en cientos de miles. En un principio el Levantamiento de Chmielnicki, un levantamiento cosaco comandado por Bohdan Khmelnytsky, desató masacres de polacos y judíos en las áreas del sur y del este de Polonia que los cosacos lograron controlar (estas zonas corresponden actualmente a Ucrania). Se sabe que Chmielncki arengó a la gente asegurando que los polacos les habían vendido como esclavos "a las manos de los abominables judíos". El número exacto de muertes puede que nunca se sepa, pero el descenso de la población judía durante este periodo se estima entre 100.000 y 200 000 personas, incluyendo a la emigración, a las muertes por enfermedades y a los judíos que fueron capturados por los cosacos y vendidos como esclavos en el Imperio otomano.
Después, las políticas incompetentes de los reyes de la Dinastía Vasa arrastraron al ya de por sí muy debilitado reino al caos más absoluto, y el país fue invadido por el Imperio sueco en una época que sería después conocida como El diluvio polaco. El reino de Polonia, que hasta ahora había sufrido el Levantamiento de Chmielnicki y varias invasiones desde Rusia, el Imperio otomano y Crimea, iba a ser ahora el escenario de una serie de terribles aconteciemtos. Carlos X Gustavo de Suecia a la cabeza de un ejército invadió Polonia, y pronto casi todo el país, incluyendo las ciudades de Cracovia y Varsovia, estaba en sus manos. Los judíos polacos se encontraron entre dos frentes: aquellos que estaban en las zonas ocupadas por los suecos eran atacados por los polacos, que los acusaban de colaborar con el enemigo, mientras el general polaco Stefan Czarniecki en su lucha contra los suecos devastó todos los lugares por los que pasó tratando a los judíos sin ninguna piedad. Los partisanos polacos trataban a todos los no polacos (entre ellos los judíos) con la misma brutalidad. Además los horrores de la guerra se agravaron por culpa de una plaga. Los judíos y también casi todos los ciudadanos de las ciudades de Kalisz, Cracovia, Poznań, Piotrków y Lublin fueron pasados en masa por la espada tras largos asedios o murieron víctimas de la peste.
Tan pronto como la violencia cesó, los judíos empezaron a regresar y a reconstruir sus hogares arrasados. Aunque es cierto que la población judía de Polonia había descendido muchísimo y se había empobrecido, aún era mucho más numerosa que la que había en las distintas comunidades de los países del occidente europeo. De esta manera Polonia continuó siendo el centro espiritual del Judaísmo en aquella época (tal vez como lo son hoy en día Israel o los Estados Unidos). Los reyes polacos generalmente siguieron fomentando el apoyo a la comunidad judía en contraste con un clero y una nobleza hostiles. Para explicar esto debería recordarse que aunque la pérdida de población judía en esta época fue muy alta, estimada por algunos historiadores en aproximadamente medio millón de personas, la Unión Polaco-Lituana perdió aproximadamente a un tercio de su población, es decir, unos tres millones de sus habitantes.

### Las Particiones
El desorden y la anarquía imperaron en Polonia durante la segunda mitad del siglo XVIII, desde la subida al trono del último rey polaco Estanislao II de Polonia, que reinó desde 1764 hasta 1795. En 1772 tras la desgracia que supuso la Confederación de Bar (unión de la nobleza polaca para oponerse a las agresiones rusas, que fracasó estrepitosamente) las provincias periféricas de Polonia fueron repartidas entre las tres naciones vecinas: Rusia, Austria y Prusia. Los judíos eran más numerosos en los territorios que pasaron a formar parte de Austria y Rusia.
El consejo permanente creado a iniciativa del gobierno ruso (1773–1788) fue también el tribunal administrativo superior, ocupándose asimismo de la elaboración de un plan que debía reordenar Polonia de manera más racional. Los ilustrados polacos reconocieron la urgencia de extender la educación como primer paso de las reformas. La famosa Komisja Edukacji Narodowej ("Comisión de Educación Nacional") fue el primer ministerio de educación del mundo. Se creó en 1773, fundando numerosas escuelas y remodelando las existentes. Uno de los miembros de la Comisión, el canciller Andrzej Zamoyski, entre otros, exigió el respeto a las propiedades de los judíos y a su persona física a la vez que reclamó cierta tolerancia religiosa (aunque insistía en la separación de judíos y cristianos en las ciudades, la expulsión del reino de aquellos sin profesión y que los que se dedicasen a la agricultura no pudiesen poseer tierras). Por su parte una minoría de nobles e intelectuales defendían un gobierno nacional bajo el cual los judíos tendrían igualdad política y de derechos civiles. Fue el único ejemplo moderno anterior a la Revolución Francesa de tolerancia hacia los judíos. Las reformas resultaron efímeras: al poco tiempo los ejércitos rusos volvieron a invadir Polonia, seguidos de los prusianos.
La segunda Partición de Polonia ocurrió el 17 de julio de 1793. Al cabo de un año, un regimiento militar polaco, únicamente judío, dirigido por Berek Joselewicz participó en la Revuelta de Kościuszko en la que los polacos intentaron volver a obtener la independencia, pero que fue brutalmente reprimida por los rusos.[cita requerida] Después de la revuelta, la tercera y última Partición de Polonia ocurrió en 1795.
La totalidad de la población judía se convirtió en súbdita del Imperio ruso, aunque durante la primera mitad del siglo XIX se mantuvo la apariencia de la existencia de un Estado polaco llamado Zarato de Polonia, un estado títere del Imperio ruso.
Los judíos tomaron parte en la Insurrección de noviembre (1830-1831), en la Insurrección de enero (1863) y en el movimiento revolucionario de 1905.
Tras la ocupación nazi los pogromos no terminaron en la Segunda Guerra Mundial. En Kielce (Polonia), residentes locales lanzaron un pogromo en contra de los judíos sobrevivientes que regresaban a la ciudad el 4 de julio de 1946. Entre los judíos asesinados, nueve habían sido muertos a tiros, dos con bayonetas y los demás golpeados y apedreados hasta la muerte. Las víctimas incluían mujeres y niños

## El desarrollo del judaísmo en Polonia y en la Unión

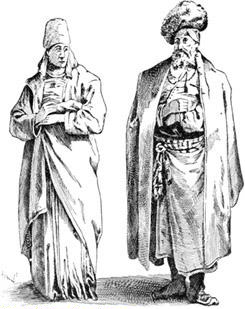
Pareja judía, hacia 1765.

Toda la cultura generada por la comunidad judía de Polonia tuvo una gran influencia en el mundo judío. Algunos historiadores han destacado que Polonia se pronuncia Polania o Polin en hebreo, y que transliteradas estas palabras al mismo hebreo, estos nombres se habrían usado como expresión de buen augurio. Esto se observa en que dichas palabras polacas ya transliteradas se pueden separar en otras palabras hebreas. Polania estaría formada por tres palabras hebreas: po ("aquí"), lan ("habita"), ya ("dios"). Por su parte, Polin está formada por: po ("aquí") lin ("[deberías] habitar"). El "significado" indicaba lo idóneo del país para los judíos. Desde el reinado de Segismundo hasta el Holocausto nazi, Polonia fue el centro de la vida religiosa judía.

### La cultura judía
Muchas Yeshivot se establecieron a lo largo y ancho de Polonia desde muy antiguo bajo la dirección de los rabinos. La más importante se estableció en Cracovia. Existieron imprentas judías desde el primer cuarto del siglo XVI. En 1530 fue impresa por primera vez en hebreo la Torah en la ciudad de Cracovia. A finales del XVI las imprentas judías de Cracovia y Lublin imprimían ya libros de forma casi industrial, libros por lo general de carácter religioso. El crecimiento de las escuelas talmúdicas, o yeshivas, en Polonia coincidió con una época de prosperidad para la judería polaca y fue propiciado también por la autonomía que las comunidades judías gozaban de las autoridades locales. Este crecimiento del número de escuelas religiosas fue el factor que a su vez hizo que aumentara el número de imprentas judías. Hubo, de todas maneras, algunas excepciones al carácter casi exclusivamente religioso de la cultura judía de esta época, imprimiéndose algunos escritos de carácter eminentemente secular y práctico referentes a la vida cotidiana, pero son los menos.
Esta época destaca, pues, por una gran religiosidad. La figura del rabino era fundamental, los rabinos ya no eran solo los expertos en la ley de Dios, eran también líderes espirituales, profesores, jueces en causas seculares y legisladores. Intervenían, por lo tanto, en todos los asuntos de la comunidad, poniendo especial atención en que los líderes comunitarios laicos estuviesen familiarizados y cumpliesen las complicadas leyes judías y conociesen la Halakha. La visión del mundo y la forma de vida de la judería polaca en este siglo estaba totalmente mediatizada por los rabinos y el Talmud, cuyas influencias sobrepasaban la sinagoga para regir también la casa y la escuela.

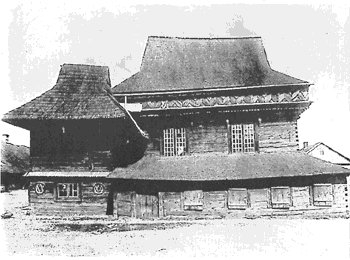
Sinagoga en Zabłudłów (del).

En la primera mitad del siglo XVI el centro del estudio del Talmud pasó de Bohemia a Polonia, destacando la escuela de Jacob Pollak, el creador del Pilpul ("razonamiento agudo"). Shalom Shachna (ca. 1500–1558), discípulo de Pollak, se encuentra entre los pioneros del estudio talmúdico en Polonia. Vivió y murió en Lublin, donde encabezó la yeshivah de la que surgieron los célebres rabinos del siguiente siglo. Israel, hijo de Shachna, se convirtió en rabino de Lublin al morir su padre, y el discípulo de Shachna Moisés Isserles (conocido como ReMA) (1520–1572) logró reputación internacional entre la comunidad judía como uno de los autores del Shulján Aruj (el "Código de la Ley Judía"). Su contemporáneo Solomon Luria (1510–1573) de Lublin, con el que mantenía correspondencia, también alcanzó fama entre sus correligionarios. La autoridad de ambos, cuyas disputas teológicas eran habituales, era reconocida por los judíos de toda Europa. En la época, la Cábala se había extendido por la protección del judaísmo rabínico, y eruditos como Mordecai Jaffe y Yoel Sirkis se dedicaron a su estudio. Este periodo de gran desarrollo del estudio rabínico se interrumpió por el estallido de la Rebelión de Jmelnytsky de los cosacos de la estepa ucraniana y las campañas militares en territorio polaco de la segunda mitad del siglo XVII.

Firma de Israel ben Eliezer, fundador del hasidismo.

### El crecimiento del hasidismo
La década que va desde la Rebelión de Jmelnytsky hasta El Diluvio (1648-1658) dejó una profunda marca no solo en la vida social de los judíos de Polonia y Lituania sino también en su vida espiritual. La producción cultural de los judíos polacos disminuyó. El estudio del Talmud, que hasta esta época había sido accesible para la mayoría de la comunidad, se convirtió en objeto de estudio de un número limitado de estudiantes. El estudio de los textos sagrados se formalizó en exceso, algunos rabinos se entregaron a enrevesados estudios sobre las leyes religiosas, otros escribían comentarios sobre diferentes partes del Talmud a modo de bizantinismos teológicos, tratando la mayoría de las veces con argumentos que no tenían importancia práctica. En esta misma época hicieron su aparición en la judería polaca muchos milagreros charlatanes que tuvieron mucho predicamento, culminando la década con la aparición de varios movimientos "mesiánicos", siendo los protagonizados por Shabtai Tzvi y por Jacob Frank los más destacados.
En estos tiempos de misticismo y de excesivos formalismos teológicos surgió la figura de Israel ben Elezier conocido como el "Baal Shem Tov" o el "BeShT", (1698-1760). Sus enseñanzas dejaron una huella profunda en los judíos de todo el este de Europa y muy especialmente en los polacos. Sus discípulos predicaron y fomentaron una nueva fervorosa rama del judaísmo ortodoxo, basada en la Kabbalah: el Judaísmo Jasídico. El auge de este movimiento en el territorio polaco y fuera de este estaba llamado a tener una enorme influencia en el crecimiento del Judaísmo Jaredí a lo largo del tiempo y a través de las muchas dinastías rabínicas jasídicas que llegan a nuestros días. Entre estas la más destacada es la dinastía jasídica Lubavitch que cuenta con unos 200.000 seguidores a lo largo del mundo y que nació en la ciudad polaca de Liozna (actual Bielorrusia) de la mano del rabino Schneur Zalman de Liadí. Otras dinastías jasídicas de origen polaco son Aleksander, Guer, Bovov y Nadvorna. Hoy en día los jasídicos son el grupo de población judía de mayor crecimiento y, sin duda, el grupo judío más visible dado su particular estilo de vida, consagrado por completo a la religión y al estudio de la Torah.

## Los judíos de Polonia bajo el Imperio ruso (1795–1918)
La política rusa hacia los judíos resultó ser más dura que la anteriormente desarrollada por el Estado polaco. Los antiguos territorios polacos siguieron albergando a numerosos judíos, ya que en 1772 la zarina Catalina instauró la Zona de Asentamiento, prohibiendo a los judíos que se asentasen fuera de ella. La Zona incluía gran parte de la antigua Polonia aunque excluía zonas donde anteriormente había habitantes judíos. Unos cuatro millones de judíos vivían en esta área hacia finales de la década de 1880.
Al principio la política rusa hacia los judíos de Polonia fue vacilante, alternando duras leyes en su contra con políticas más tolerantes. En 1802 el Zar estableció el Comité para el avance de los judíos en lo que se considera un intento de desarrollar un plan coherente de aproximación a la nueva e importantísima población judía del Imperio ruso. El comité sugirió en 1804 una serie de medidas diseñadas para animar a los judíos a asimilarse, pero que no les forzaba a hacerlo. Se proponía que se permitiese que los judíos asistiesen a escuelas laicas e incluso que pudiesen poseer tierras, pero en cambio restringía su acceso a Rusia, no solo prohibiendo que se instalasen en esos territorios, sino incluso dificultando su entrada en ellos aunque fuese de forma temporal. Se les prohibía también trabajar en la industria cervecera y en la elaboración de alcohol, una actividad económica de gran importancia en la época, y se les hacía objeto de otra larga serie de prohibiciones menores.
El problema de esta legislación fue que las autoridades locales, las encargadas de hacer cumplir las disposiciones más duras, se empeñaron con fuerza en cumplirla, mientras que las partes más liberales o aperturistas de la legislación nunca se aplicaron del todo y, por lo tanto, las condiciones de vida de los judíos en la Zona de Asentamiento empeoraron rápidamente. En la década de 1820 una serie de leyes promulgadas por el Zar acabaron con la tradicional exencíón de los judíos de servir en el ejército a cambio de dinero y obligaron a que las comunidades judías proporcionasen jóvenes para que sirviesen en el ejército zarista, donde en muchas ocasiones se les obligaba a convertirse. Pese a que los judíos fueron poco a poco adquiriendo nuevos derechos, sobre todo tras la reforma de emancipación de 1861, todavía se les recluía en la Zona de Asentamiento y se les sometía a restricciones en lo que respecta a derechos a propiedad y en el acceso a ciertos empleos. Todos estos avances y el statu quo de los judíos acabarían por desaparecer bruscamente tras el asesinato del Zar Alejandro II, del que se acusó falsamente a los judíos, lo cual desató unos niveles de violencia antisemita y de emigración sin precedentes.

### Pogromos

Manifestación bundista de 1917.

El asesinato del zar originó una oleada a gran escala de revueltas antijudías, denominadas pogromos entre 1881 y 1884. Durante el estallido de 1881, los pogromos se limitaron fundamentalmente a Rusia, aunque también hubo uno en Varsovia en el que fueron asesinados doce judíos, muchos otros fueron linchados quedando malheridos, numerosas mujeres fueron violadas y la comunidad sufrió pérdidas económicas por valor de más de dos millones de rublos. El nuevo zar Alejandro III culpó a los judíos de los disturbios e impuso una serie de duras restricciones a la libre circulación de los mismos. Los pogromos continuaron dándose de forma habitual hasta 1884 con el apoyo tácito del gobierno que miraba para otro lado. Todo esto provocó un cambio fundamental en la historia de los judíos polacos y del resto del mundo. La mejor consecuencia de estos acontecimientos dramáticos fue que provocaron una grandísima oleada de inmigración judía hacia América, ante todo hacia Estados Unidos y en menor medida hacia Argentina, Canadá, Brasil y otros países de Suramérica. Se calcula que hasta finales de la década de los años 1920 más de dos millones de judíos abandonaron la Zona de Asentamiento, lo que al cabo de dos décadas se demostraría que les salvó, a ellos y a sus descendientes, de morir en el Holocausto. También hubo una considerable oleada migratoria judía hacia los países en ese momento más tolerantes de la Europa Occidental, como Francia, el Reino Unido, Holanda, Bélgica e incluso Alemania, que provocaron un aumento del antisemitismo en la zona. Además los pogromos hicieron que entre todos los judíos del este de Europa aumentase el convencimiento de pertenencia a un grupo maltratado, lo que generó un considerable aumento de la fuerza del Sionismo y una gran oleada de inmigración hacia Palestina.
Otra oleada de pogromos aún más sangrienta tuvo lugar entre 1903 y 1906, y se cree que algunos de ellos fueron organizados, o al menos apoyados, por la policía secreta zarista rusa, la Ojrana. Algunos de los peores de estos pogromos sucedieron en el territorio polaco, donde vivía la mayoría de los judíos sometidos al Imperio ruso, incluyendo el Pogromo de Białystok de 1906 en el que más de un centenar de judíos fueron asesinados y muchos más resultaron heridos.

### Haskalá y Halajá
La Ilustración judía, llamada "Haskalá", empezó a extenderse por Polonia a principios del siglo XIX defendiendo ideas y valores seculares. Los defensores del movimiento (los Maskilim) abogaban por la integración de los judíos en la cultura predominante. Al mismo tiempo hubo otro grupo de judíos, seguidores de la Halajá, la ley rabínica, que hacían énfasis en los valores tradicionales y en el estudio del Talmud y de la Torá, dando una respuesta judía a los problemas éticos derivados del antisemitismo y las persecuciones (un ejemplo de esta corriente fue Movimiento del Musar. La judería polaca se vio bastante menos influida por los valores que proponía la Haskalá que otras comunidades del oeste de Europa, que luchaban por integrarse (sobre todo tras la Revolución francesa) y por el contrario reaccionaron a la agresión laicista con una fuerte revalorización de la cultura judía y de su vida religiosa basándose en la Halajá (las leyes rabínicas), siendo incansables fieles ante todo del Judaísmo ortodoxo e incluso del Judaísmo Jasídico y más tarde, a mediados del siglo XIX, adaptándose al sionismo religioso.

### Los movimientos políticos judíos en Polonia
En la segunda mitad del siglo XIX, la Haskalá y los debates que había provocado indujeron la aparición de un gran número de movimientos políticos judíos dentro de la misma comunidad y que abarcaban un gran número de opiniones. Estos movimientos acabaron generando partidos políticos que se presentaban a las elecciones locales y regionales. El sionismo se hizo muy popular tras la fundación del partido socialista sionista Poale Zion y de un partido sionista religioso (Mizrahi). Los judíos también formaron sindicatos socialistas como la Unión General de Trabajadores Judíos (conocida como Bund) que defendía la asimilación (en el sentido de integración en la sociedad polaca, no de conversión al catolicismo) y los derechos laborales de los trabajadores judíos. El Folkspartei (partido del pueblo), que se definía como liberal y laico, defendía asimismo una cierta autonomía de los judíos y la preservación de sus raíces culturales, de su lengua y de su religión y se resistía a la asimilación. En 1912 fue fundado en la ciudad polaca de Katowice el movimiento World Agudath Israel, posteriormente se fundó en Palestina un partido político religioso llamado Agudat Israel. Los partidos sionistas obtuvieron en las elecciones de 1919 el cincuenta por ciento del voto judío.
Como era de esperar dadas las condiciones de Polonia, sometida al Imperio ruso, los judíos participaron además en un buen número de insurrecciones contra los rusos, incluyendo la Insurrección de Kościuszko, Levantamiento de Noviembre y la Insurrección de enero de 1863. Igualmente participaron en la Revolución rusa de 1905.
En 1897, el catorce por ciento de los ciudadanos polacos eran judíos. Los judíos tenían representación en el gobierno, asientos en el Sejm, concejales e incluso alcaldes en algunos municipios. Además existían comités de judíos religiosos (rabinos en algunos casos) a los que la autoridad católica tenía en cuenta. Los judíos pertenecieron a una gran variedad de partidos políticos y asociaciones, abarcando ideologías que iban desde el socialismo al sionismo pasando incluso por el antisionismo. El Bund, un partido socialista judío, se había extendido por toda Polonia a principios del siglo XX, y muchos trabajadores judíos, a los que podríamos considerar como auténticos proletarios industriales de las ciudades de Varsovia y Łódź, militaban en él.
En 1914 los sionistas alemanes fundaron el comité alemán para la libertad de los judíos rusos, cuyo máximo objetivo era el de establecer un estado tapón en un área de la Zona de Asentamiento compuesto por las provincias polacas que habían sido anexionadas a Rusia y que sería "de facto" un protectorado del Imperio alemán, lo cual haría imposible la resurrección de Polonia como país independiente.

## Periodo de entreguerras 1918–1939

### El papel de los judíos polacos por la independencia de Polonia
Los judíos también jugaron un papel muy importante en la lucha por la independencia de Polonia en 1918 y muchos se unieron a Józef Piłsudski (un nacionalista polaco que luchó por la independencia de la nación), mientras que otras muchas minorías permanecieron neutrales en la lucha por la creación de un Estado independiente (la minoría alemana, la minoría ucraniana, la bielorrusa, etcétera). Como consecuencia de la Primera Guerra Mundial y los sucesivos conflictos que la siguieron por todo el este de Europa (tales como la guerra civil rusa, la guerra polaco-ucraniana y la guerra polaco-soviética) se produjeron muchos pogromos contra los judíos por todas partes. Estos ataques solían ser consecuencia de que los judíos eran percibidos como defensores de los bolcheviques rusos, con lo que eran comunes los ataques a los judíos por parte de aquellos que se oponían al régimen bolchevique. Se cree que estos pogromos causaron por todo el Imperio ruso más de 250.000 víctimas judías que dejaron unos 300.000 huérfanos, una buena parte de ellos en Polonia.
Justo después del fin de la Primera Guerra Mundial empezaron a llegar a Occidente noticias sobre pogromos masivos contra judíos que estaban teniendo lugar en Polonia y que escandalizaron a la comunidad internacional. La presión internacional hacia el gobierno polaco llegó a tal punto que el presidente de Estados Unidos en aquel momento, Woodrow Wilson, envió a Polonia una comisión especial para que investigara los acontecimientos. La comisión, liderada por Henry Morgenthau, llegó a la conclusión de que las noticias sobre los pogromos se habían exagerado y que en algunos casos habían sido incluso inventadas. En su informe identificó, situó y fechó ocho pogromos importantes que habían sucedido entre los años 1918 y 1919 en Polonia en los que habían sido asesinados entre 200 y 300 judíos. Cuatro de estos pogromos fueron atribuidos a la acción de desertores del ejército o a soldados indisciplinados. Según el informe ninguno de los pogromos fue consecuencia de ninguna política oficial del gobierno. Entre estos incidentes destaca la Masacre de Pinsk, ocurrida en Pinsk, en la que un oficial del ejército polaco acusó a un grupo de civiles judíos de conspirar contra los polacos y acabó fusilando a treinta y cinco de ellos. También destacan los hechos ocurridos en Leópolis en 1918. Justo después de que el ejército polaco tomara la ciudad, cientos de personas fueron asesinadas entre el caos incluyendo más de setenta judíos. En Varsovia algunos soldados del ejército se dedicaron a linchar, asesinar o violar a judíos por las calles pero fueron castigados por ello. Muchos de los sucesos en Polonia, de los que se habían hecho eco periódicos como el New York Times, habían sido exagerados. En cambio, en otros muchos lugares, sobre todo en Ucrania, estaban sucediendo horribles pogromos de los que la prensa no se hizo eco alguno.
El principal resultado de todos estos acontecimientos fue que en 1919, después de la Conferencia de Paz de París en el Tratado de Versalles se añadieron una serie de cláusulas específicas para garantizar legalmente los derechos de las minorías en Polonia. En 1921 la Constitución Polaca de marzo otorgó, por primera vez en la historia polaca, los mismos derechos a los judíos polacos que los que gozaban los católicos acabando con toda discriminación legal y garantizando la tolerancia religiosa.

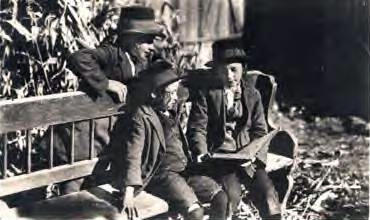
Alumnos de una escuela hasídica en Łódź, hacia 1910.

### Cultura judeo-polaca
En la nuevamente independiente Segunda República Polaca habitaba una gran minoría judía. Cuando la Segunda Guerra Mundial comenzó, vivía en Polonia la mayor población judía de Europa. De acuerdo con el censo nacional de 1931 había 3 130 581 personas en Polonia que declaraban el judaísmo como su religión. Estimando el incremento de la población y los movimientos migratorios desde y hacia Polonia entre 1931 y 1939, había aproximadamente 3.474.000 judíos en Polonia en septiembre de 1939 (aproximadamente un 10 % de la población total). Los judíos vivían principalmente en grandes y pequeñas ciudades: El 77 % vivía en ciudades y el 23 % en pueblos.
El año escolar de 1937 había en Polonia 226 colegios elementales, 12 institutos y 14 centros de formación profesional en los que el yiddish o el hebreo eran las lenguas vehiculares.
Casi todos los partidos políticos judíos, tanto los socialistas (la Unión General de Trabajadores Judíos) como los sionistas de izquierda y de derecha y los partidos judíos religiosos conservadores, estaban representados en el "Sejm" (el parlamento polaco) además de en asambleas regionales.
En 1939 vivían 375.000 judíos aproximadamente en Varsovia, constituyendo un tercio de la población total de la capital. En todo el mundo solo en la ciudad de Nueva York vivían más judíos que en Varsovia. En Varsovia había organizaciones juveniles políticas judías (sionistas, bundistas, etc.) y movimientos juveniles de judíos religiosos perfectamente organizados. Florecían el teatro y los periódicos judíos. Además de pequeños negocios algunos judíos poseían inmobiliarias y empresas de importación y exportación de manufacturas. Las prácticas religiosas abarcaban desde el Judaísmo jasídico hasta el judaísmo "progresista" moderno.
La mayoría de los judíos de Varsovia hablaban yidis aunque el polaco se estaba extendiendo entre los jóvenes que no tenían problema en declararse totalmente judíos, varsovianos y polacos a la vez. Los judíos polacos estaban integrándose con fuerza dentro del conjunto de la sociedad polaca, si bien algunos se sentían aún miembros de una nación separada de la polaca. Se estima que el ochenta por ciento de los judíos polacos eran aún en esa época fácilmente reconocibles (debido a la vestimenta, al habla, al aspecto físico...), mientras que el veinte por ciento se podrían considerar asimilados. Más de la mitad de los niños judíos asistían a colegios especiales judíos, religiosos o no, lo que complicaba el aprendizaje de la lengua polaca. Debido a todo esto y según una encuesta del año 1931, la gran mayoría de los judíos de Polonia declaraban el yidis como su lengua materna, el 79 %, y solo el 12 % declaraban el polaco. El resto, sobre todo sionistas, elegían el hebreo.
La escena cultural judía era particularmente vibrante. Había muchas publicaciones judías y aproximadamente 116 periódicos. Algunos de los autores en lengua yiddish, entre los cuales destaca Isaac Bashevis Singer, fueron reconocidos internacionalmente y aclamados como autores judíos clásicos (Singer incluso ganó el Premio Nobel de literatura del año 1978).
Otros autores judíos de este periodo como Bruno Schulz, Julian Tuwim, Jan Brzechwa y Bolesław Lesmian fueron menos reconocidos internacionalmente, pero no por ello dejaron de realizar importantes contribuciones a la literatura polaca. El teatro yiddish también floreció. Polonia tenía quince teatros en yiddish y muchos grupos teatrales. En Varsovia tenía su sede la compañía teatral en yiddish más importante de la época: La Compañía de teatro Vilna, que representó su primera obra, "El Dybbuk", en 1920 en el teatro Elyseo.
Algunos judíos polacos supervivientes del Holocausto cursaron sus estudios en la Universidad de Varsovia y llegarían a ser importantes políticos israelíes, como Menachem Begin o Yitzhak Shamir.

### El crecimiento del antisemitismo
La persecución de los judíos en Polonia fue más evidente en los primeros y últimos años de la segunda república. Los judíos no eran vistos por una gran parte de la población católica como auténticos polacos. Este era un problema causado por el nacionalismo polaco (representado por el gobierno de Endecja) y por el hecho de que una gran mayoría de los judíos polacos vivían separados de la mayoría católica: Por ejemplo, el 85 % de los judíos declaraban el yiddish o el hebreo como su primera lengua. Esta situación mejoró durante un tiempo con el gobierno de Józef Piłsudski, entre 1926 y 1935. Józef Piłsudski reemplazó las ideas de asimilación étnica o "polonización" de "Endecja" por una política de "asimilación estatal". De esta manera, a los ciudadanos se les juzgaba por su lealtad al Estado y no por sus creencias religiosas.
Estos años (desde 1926 hasta 1935) fueron percibidos muy favorablemente por los judíos polacos, cuya situación mejoraba sustancialmente con el gobierno de Piłsudski. De todas formas la situación de los judíos nunca fue del todo satisfactoria debido a la combinación de varios factores como la Gran Depresión, y se deterioró muchísimo con la muerte de Piłsudski, vista por la comunidad judía como una gran tragedia.
Más allá del acoso académico que muchos estudiantes judíos sufrían por parte de alumnos y profesores antisemitas en algunas universidades, se fue limitando de forma encubierta, desde la independencia hasta finales de los años 30, el número de estudiantes judíos que podían ingresar en la universidad. Este proceso alcanzó su punto más alto en 1937 cuando se establecieron cuotas semilegales o ilegales ("Numerus clausus") en las universidades. Ese mismo año los sindicatos polacos de médicos y abogados empezaron a condicionar a sus afiliados el hecho de pertenecer a la religión católica, y mientras tanto muchos puestos en el funcionariado se restringían también a los católicos. Todo esto iba acompañado de violencia física, ya que entre 1935 y 1937 hubo setenta y nueve judíos asesinados y más de quinientos heridos en incidentes antisemitas. Toda esta violencia también iba dirigida contra comercios judíos, que eran atacados y saqueados a la vez que boicoteados, lo que trajo como consecuencia enormes pérdidas económicas y la ruina de muchas familias.

## La Segunda Guerra Mundial y el exterminio de la judería polaca durante el Holocausto (1939–45)

### La Campaña polaca de septiembre

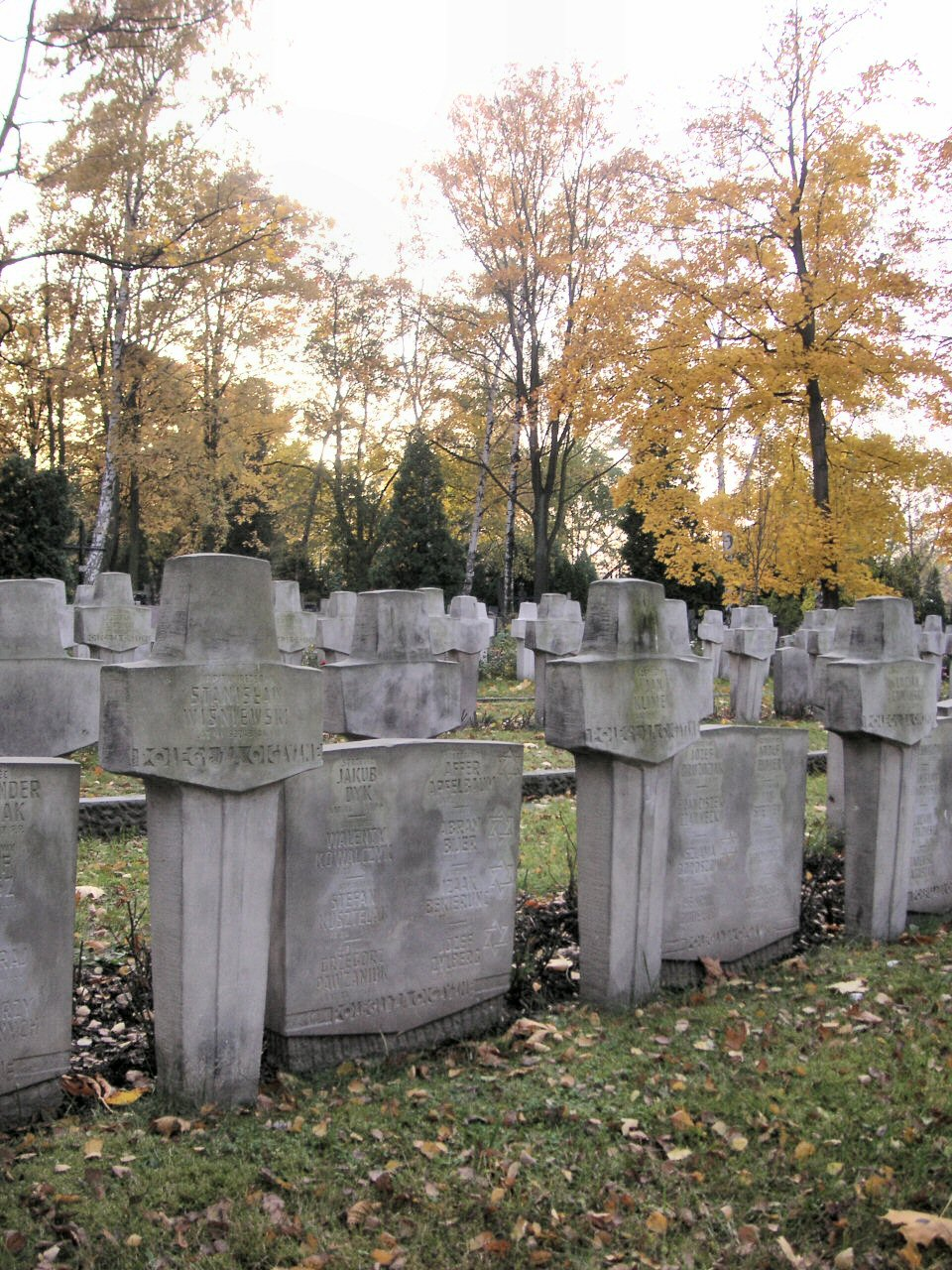
Cementerio Militar de Powązki

Durante la invasión de Polonia de 1939, al menos 120.000 ciudadanos polacos de ascendencia judía tomaron parte en las batallas contra los alemanes como miembros del ejército polaco. Se estima que durante estas acciones murieron como mínimo 32.216 soldados y oficiales judíos y 61.000 fueron hechos prisioneros por los nazis, pero la mayoría no sobrevivió. Los soldados y los oficiales judíos no profesionales que fueron puestos en libertad acabaron finalmente en los guetos y campos de trabajo o de exterminio sufriendo el mismo destino que otros civiles judíos.

### Territorios anexionados por la Unión Soviética
La consecuencia del Pacto de no agresión germano-soviético fue la división de Polonia entre la zona ocupada por los nazis y la zona ocupada por los soviéticos. Por lo tanto la comunidad judía quedó dividida en dos. Según el censo de 1941, el 61.2 % de los judíos polacos se encontraban en las áreas que ocuparían los nazis, mientras que el 38.8 % habitaban en las áreas que ocuparían los soviéticos. Aun así, teniendo en cuenta los movimientos de población desde el oeste de Polonia hacia el este durante y después de la invasión de Polonia por los nazis, es muy probable que el porcentaje de judíos en las áreas soviéticas fuera mucho mayor que el indicado por el censo de 1941.
Entre los oficiales polacos asesinados por el NKVD en 1940 en la Masacre de Katyn había entre 500 y 600 judíos. Pero aun así un gran porcentaje de los judíos polacos simpatizaba con los soviéticos, sobre todo si lo comparamos con el de católicos. Mientras que los polacos veían a los soviéticos como invasores, muchos judíos los veían como los soviéticos se autoproclamaban: protectores contra los nazis. No hay que olvidar el odio ancestral que separaba a los polacos católicos de sus tradicionales invasores y ocupantes rusos ortodoxos. Todo esto hizo que creciera mucho la tensión entre los polacos católicos y las comunidades judías en estas regiones.
Desde 1939 hasta 1941, unos 300.000 judíos polacos fueron deportados desde las zonas anexionadas por la Unión Soviética hacia varias repúblicas de la URSS. Algunos de ellos, sobre todo judíos polacos comunistas, se fueron voluntariamente pero muchos otros fueron forzosamente deportados hacia el Gulag. Un pequeño número de judíos polacos (unos 6000 aproximadamente) pudieron abandonar la Unión Soviética en 1942 comandados por el general Władysław Anders (entre ellos el futuro primer ministro de Israel Menachem Begin). Cuando el II Cuerpo de ejército polaco estuvo destinado en el Mandato Británico de Palestina, el 67 % (2972) de los soldados judíos desertaron, la gran mayoría de ellos para unirse al Irgún.

### El holocausto: La Polonia ocupada

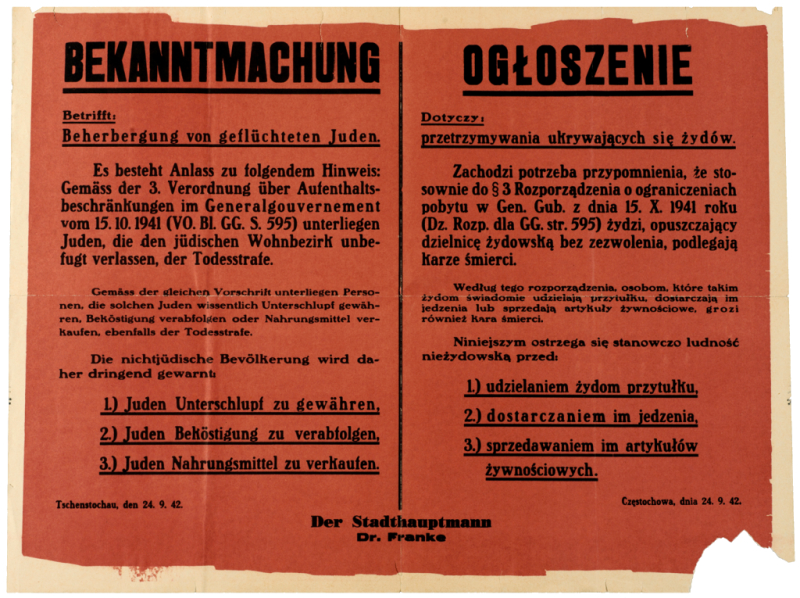
AVISO
sobre:
el amparo de judíos fugados.
Hay necesidad de recordar que, según el párrafo tercero del decreto de sobre la Limitación de Residencia en el Gobierno General (página 595 del registro del Gobierno General), los judíos que abandonen sin permiso el barrio judío serán condenados a muerte.
Según este decreto, aquellos que conscientemente prestaren ayuda a los dichos judíos proporcionándoles refugio o entregándoles o vendiéndoles alimentos, serán también condenados a muerte.
Éste es un aviso terminante a la población no judía para que se abstenga de:
1) Dar refugio a los judíos.
2) Abastecerles de comida.
3) Venderles alimentos.
Dr. Franke. Comandante de la ciudad. Częstochowa

La comunidad judía polaca fue la que más sufrió durante el Holocausto. Aproximadamente seis millones de ciudadanos polacos murieron durante la guerra, la mitad de ellos (3 millones) eran judíos polacos (es decir, todos los judíos excepto unos 300.000) que fueron asesinados por los nazis en los campos de exterminio de Treblinka, Auschwitz, Sobibor, Chelmno y Belzec. Otros murieron en campos de trabajo como Majdanek, de inanición en los guetos, etcétera.
También muchos judíos del este de Polonia murieron víctimas de los escuadrones de la muerte nazis conocidos como Einsatzgruppen, especialmente en 1941.

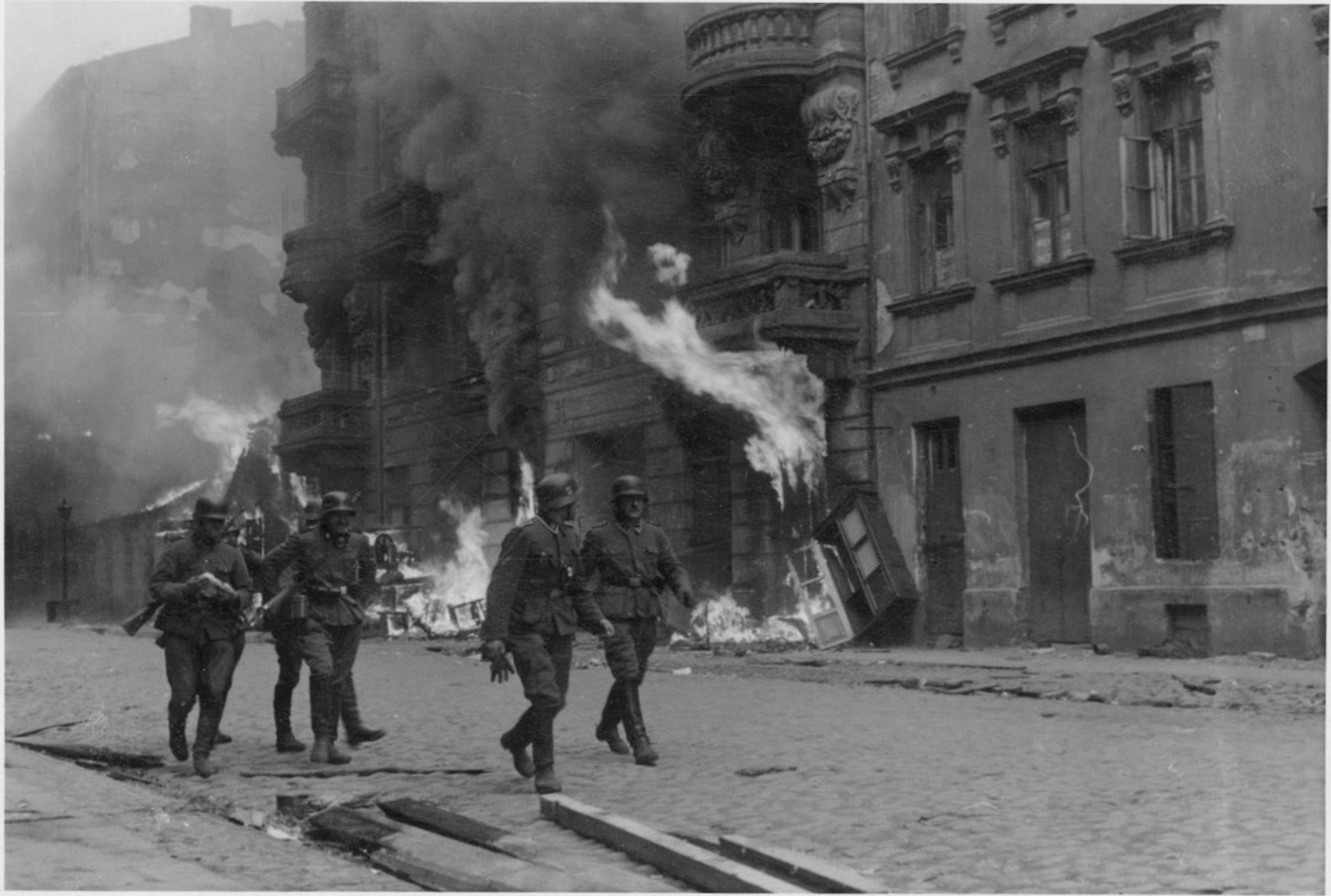
Foto tomada durante el Levantamiento del gueto de Varsovia de 1943 que muestra la destrucción final de los restos del gueto.

Varias de las masacres alentadas por los alemanes fueron llevadas a cabo con la ayuda, o incluso la participación directa, de los mismos polacos. El caso paradigmático es la masacre de Jedwabne, en la que entre 300 y 1600 judíos fueron torturados hasta la muerte, cuando no quemados vivos, por una parte de los habitantes católicos de Jedwabne. Aun así no se conoce totalmente el grado de participación de los polacos católicos en las matanzas de judíos, que sigue siendo un tema muy controvertido. Esto se debe en parte a que los líderes judíos se niegan por razones religiosas a una hipotética exhumación de los restos de las víctimas que ayudaría a establecer las causas de su muerte e incluso podría esclarecer quiénes fueron los responsables. El Instituto Nacional Polaco por la Memoria señala 22 poblaciones más en las que sucedieron pogromos similares al de Jedwabne. Las razones de estas masacres se siguen debatiendo hoy en día, aunque entre ellas se incluyen el antisemitismo, el resentimiento de muchos polacos debido a la cooperación judía con los soviéticos que habían invadido el este de Polonia en el año 1939, el deseo de robar las pertenencias de los judíos (aunque antes de la guerra la mayoría de los judíos polacos eran pobres) y, por supuesto, el impulso, cuando no instigación, que dieron los nazis a la participación en estas masacres.
Los alemanes establecieron un gran número de guetos en los que los judíos eran confinados para posteriormente ser exterminados. El gueto de Varsovia fue el mayor, con 380 000 personas, y el gueto de Łódź el segundo mayor, con unas 160.000. En otras muchas ciudades con población judía, como Cracovia, Bialystok, Częstochowa, Kielce y Radom, los alemanes también crearon guetos. Otros muchos guetos menos importantes numéricamente se instalaron en pequeñas poblaciones y de hecho se cree que el primer levantamiento en un gueto ocurrió en 1942 en la pequeña ciudad de Lakhva, al este de Polonia.
El Gueto de Varsovia fue establecido por el gobernador general alemán de Polonia Hans Frank el 16 de octubre del año 1940. En esta época la población del gueto se podía estimar en unas 380 000 personas, es decir, el treinta por ciento de la población de Varsovia recluida en un área que formaba el 2.4 % de la extensión de la ciudad. Los alemanes posteriormente aislaron el gueto del resto de la ciudad construyendo un muro alrededor el 16 de noviembre de ese mismo año.
Durante el siguiente año y medio otros judíos de poblaciones y pequeñas ciudades cercanas a Varsovia fueron trasladados forzosamente al gueto. Esto hizo que el número de habitantes del gueto se mantuviese estable pese a que las enfermedades (sobre todo el tifus) y la falta de comida mantenían un goteo constante de decenas de muertos diarios. Las raciones de comida en 1941 para los judíos de Varsovia estaban limitadas a unas 253 calorías y para los polacos de la ciudad unas 669 (se requieren unas 1500 calorías diarias aproximadamente para mantener el metabolismo basal de una persona), mientras que a la población y al ejército alemanes se les asignaban unas 2613 calorías.
Las condiciones de vida en los guetos eran terribles. Los judíos capturados intentando escapar eran fusilados y sus cuerpos se dejaban a la vista de la gente durante días como señal de advertencia. Aquellos que pasaban al lado ario de la ciudad sin ningún contacto con los polacos cristianos, arriesgaban sus vidas para ayudar a los judíos de dentro del gueto pasando comida. Si pretendían buscar refugio en el lado ario de la ciudad, solían acabar volviendo, dado que no podían encontrar un lugar para esconderse. Además muchos polacos colaboracionistas se aprovechaban de ellos robándoles para luego entregarles a los alemanes que les recompensaban económicamente. En los guetos más importantes, como el de Varsovia o el de Łódź, cientos de niños de cuatro a cinco años salían en masa al lado ario de las ciudades varias veces al día para introducir comida o bienes de consumo en los guetos. Lo hacían con la ayuda de sacos que podían pesar más que ellos mismos, convirtiendo así el contrabando en el único modo de subsistencia de sus padres y de ellos mismos, que de otra manera hubiesen muerto de inanición. En este contexto los nazis convirtieron en algo rutinario disparar a los niños mientras introducían comida en los guetos; mucha gente fue asesinada por traficar con gallinas o con leche. Además, era muy difícil tener contacto con los polacos de fuera del gueto, dado que cualquier polaco encontrado asistiendo a los judíos también se exponía a la pena de muerte. Para cualquier judío joven y resistente era relativamente sencillo escapar del gueto y huir hacia el campo donde hubiese tenido alguna posibilidad de supervivencia uniéndose a la resistencia partisana (como efectivamente algunos hicieron) o simplemente escondiéndose, pero de hecho los nazis eran conscientes de que manteniendo unidas a las familias en los guetos hasta la deportación y manteniendo la incertidumbre sobre la misma conseguirían que las fugas fuesen algo anecdótico. La inmensa mayoría de los jóvenes permaneció con sus familias hasta el final, lo que les costó la vida. 
El 22 de julio de 1942 comenzaron las deportaciones en masa de los habitantes del Gueto de Varsovia y durante los siguientes cincuenta y dos días (hasta el 12 de septiembre de 1942) aproximadamente 300 000 personas fueron transportadas en trenes al Campo de Exterminio de Treblinka. Estas deportaciones fueron organizadas por los nazis pero llevadas a cabo por 200 soldados letones de los batallones Schutzmannschaften, por otros 200 policías ucranianos y por 2500 judíos de la policía judía (dirigida por el Judenrat) con lo cual solo fue necesaria la participación de 50 miembros de las SS alemanas. Estos miembros de la policía judía recibían, junto con sus familias y parientes, inmunidad para ser deportados como pago por su cooperación.
Además en agosto de 1942 se ordenó a los miembros de la Judenrat, bajo la amenaza de ser deportados, que entregasen diariamente a cinco habitantes judíos del gueto a los alemanes para ser deportados desde la estación de transbordo Umschlagplatz. El 18 de enero de 1943 algunos habitantes del gueto, sobre todo miembros de la Żydowska Organizacja Bojowa (Organización judía de combate) se resistieron armados a las nuevas deportaciones que los alemanes estaban organizando. La destrucción final del gueto de Varsovia sucedió cuatro meses después de que los alemanes arrasaran esta primera rebelión. El Levantamiento del Gueto de Varsovia fue uno de los múltiples levantamientos fallidos que ocurrieron en guetos judíos de toda la Europa ocupada y el más importante. A los alemanes les supuso más tiempo sofocarlo (entre el 19 de abril y el 16 de mayo del año 1943) que invadir toda la mitad oeste de Polonia. Algunos de los pocos supervivientes del levantamiento huyeron a los campos cercanos a Varsovia, donde se escondieron hasta el Alzamiento de Varsovia y el final de la guerra. Otros se unieron al movimiento polaco de resistencia Armia Krajowa, o fueron asesinados o entregados a los nazis por los colaboracionistas polacos antisemitas, con lo cual solo un número muy reducido sobrevivió a la guerra.

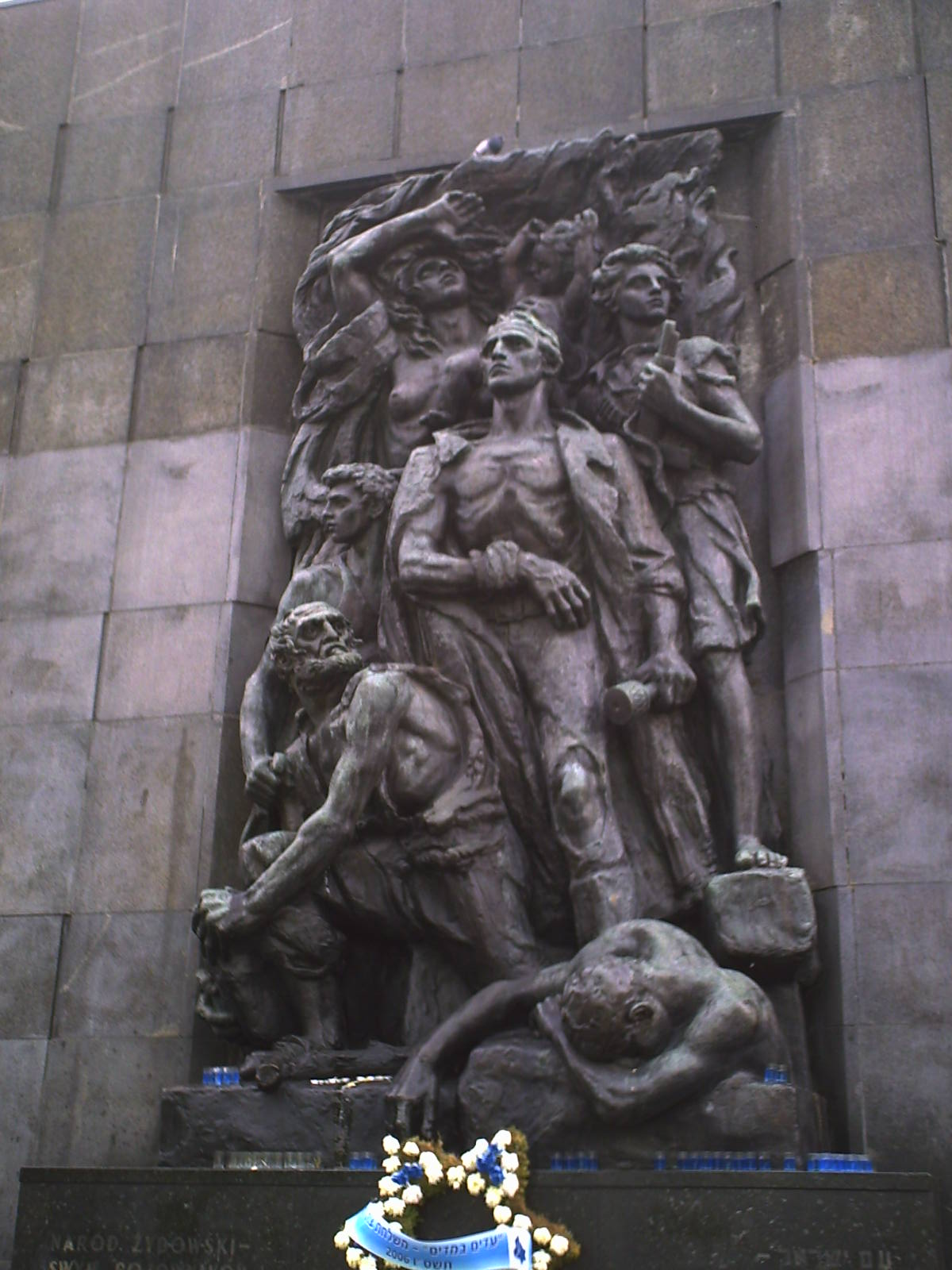
Monumento a los héroes del gueto de Varsovia.

La liquidación del gueto de Varsovia fue similar a la sucedida en otros guetos en los que los judíos estaban concentrados. Tras la decisión de la Alemania nazi de comenzar la Solución Final, es decir, el exterminio de los judíos europeos, empezó la Aktion Reinhard, la primera fase del exterminio, con el establecimiento de los campos de Belzec, Sobibór y Treblinka, seguida después en la segunda fase por la apertura de Auschwitz-Birkenau. Con la decisión tomada dieron comienzo las deportaciones en masa de judíos a estos campos, muchos de ellos desde el gueto de Varsovia, y para cuando concluyó la Aktion Reinhard en octubre de 1943 habían sido asesinados en los campos más de 1 700 000 judíos.

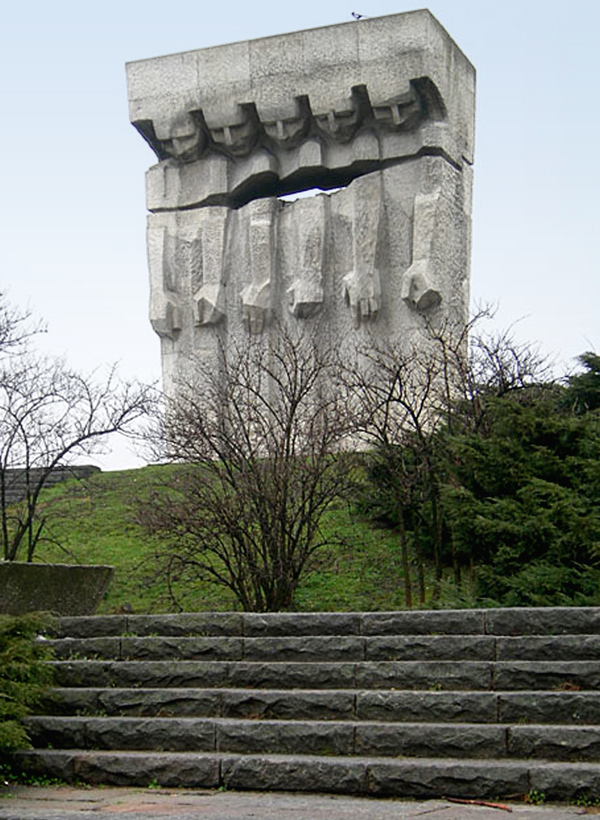
Monumento a las víctimas del Nazismo en Polonia ocupada durante la Segunda Guerra Mundial, Campo de concentración de Płaszów, Cracovia.

Polonia fue el único país de la Europa ocupada en el que los nazis impusieron formalmente la pena de muerte para cualquier persona descubierta ayudando o escondiendo a los judíos. Teniendo en cuenta además que las raciones de comida para los polacos eran muy insuficientes (unas 669 calorías al día en 1941) y que la comida en el mercado negro era carísima, era muy difícil que cualquier polaco pudiese esconder a un judío y prácticamente imposible a una familia entera. Pese a estas medidas brutales impuestas por los nazis y a la escasez de comida, Polonia tiene la mayor cantidad de premiados como Justos entre las naciones por el museo Yad Vashem de Israel de todo el mundo.
El gobierno polaco en el exilio fue también el primero (en noviembre de 1942) en revelar la existencia de campos de concentración nazis en Polonia y el exterminio sistemático de la población judía gracias al informante Jan Karski y a las actividades de Witold Pilecki, miembro de Armia Krajowa y la única persona que entró voluntariamente en el campo de concentración de Auschwitz para organizar un movimiento de resistencia dentro del campo.
El gobierno polaco en el exilio fue asimismo el único en crear especialmente una organización (Żegota) para ayudar a los judíos de Polonia y que salvó a miles de personas de la muerte con papeles falsos, dinero, escondiendo niños judíos en orfanatos católicos y otros lugares.

## Mandato Comunista: 1945–89

### La Posguerra
Entre cuarenta y cien mil judíos polacos sobrevivieron al Holocausto en Polonia escondidos o uniéndose a grupos partisanos polacos o soviéticos. Otros 50.000 a 170.000 fueron repatriados desde la Unión Soviética después de la guerra y entre 20.000 y 40.000 desde Alemania (supervivientes de los campos sobre todo). Así las cosas, nada más acabar la guerra había en Polonia entre 180.000 y 240.000 judíos viviendo sobre todo en las ciudades de Varsovia, Cracovia, Łódź, Dzierżoniów, Bielawa y Breslavia.
Prácticamente al acabar la guerra los judíos empezaron a abandonar Polonia. Motivados por una renovada violencia antisemita, especialmente por el Pogromo de Kielce de 1946, por la negativa comunista de devolver a los judíos sus propiedades previas a la guerra y por el deseo de toda la judería europea de dejar atrás las comunidades destrozadas por el Holocausto para empezar una nueva vida en el Mandato Británico de Palestina. De cien a ciento veinte mil judíos abandonaron Polonia entre 1945 y 1948. Su salida fue organizada en gran parte por una serie de activistas sionistas en Polonia como Adolf Berman (superviviente del Gueto de Varsovia) e Icchak Cukierman (judío lituano que con papeles falsos permaneció toda la guerra en la parte aria de la ciudad actuando como enlace de la resistencia del gueto) bajo el amparo de la organización semiclandestina Berihah (una palabra hebrea que significa "vuelo"). Este grupo fue también responsable de organizar la emigración de judíos que habían sobrevivido al Holocausto en Rumanía, Hungría, Checoslovaquia y Yugoslavia. Una segunda oleada migratoria de unas cincuenta mil personas desde Polonia tuvo lugar durante la apertura del régimen comunista entre 1957 y 1959.
El Bund tomó parte en las elecciones legislativas polacas en una alianza con el partido socialista polaco (no comunista) obteniendo un único parlamentario, el primer parlamentario del Bund de toda la historia polaca, y otros tantos en asambleas regionales. Pero este logro hizo que con la presión de las autoridades comunistas los líderes del Bund tuvieran que desmantelar el partido "voluntariamente" entre 1948 y 1949, en contra de la voluntad de casi todos los activistas del partido.
Para aquellos judíos que se quedaron, la reconstrucción de la vida judía en Polonia quedó a cargo del Comité Central de los Judíos Polacos que entre octubre de 1944 y 1950 ofreció ayuda legal, educacional y ayudas para la atención médica a la comunidad judía, además de organizar algunas actividades culturales.
Una comunidad judía religiosa dirigida por Dawid Kahane, que servía como rabino jefe de las fuerzas armadas polacas, funcionó en todo el país entre 1945 y 1948 hasta que fue absorbida por el CKZP. Once partidos políticos judíos independientes, ocho de ellos legales, actuaron hasta su disolución forzosa durante los años 1949 y 1950. 
Un buen número de judíos polacos participaron en la implantación del régimen comunista en el país entre 1944 y 1956, ocupando, entre otros, puestos prominentes en el Politburó del Partido Unificado de los Trabajadores Polacos (como Jakub Berman y Hilary Minc, este último responsable del establecimiento de un sistema económico comunista), y en el aparato de seguridad, el Urząd Bezpieczeństwa (de siglas U.B. y que era en realidad un aparato represor). Otros judíos también ocuparon puestos diplomáticos y en la inteligencia, como Marcel-Reich-Ranicki. Después de 1956 durante el proceso de sesestalinización en Polonia bajo el régimen de Władysław Gomułka, numerosos de los oficiales de la Urząd Bezpieczeństwa, entre ellos muchos judíos como Roman Romkowski (nacido como Natan Grunsapau-Kikiel), Jacek Różański (nacido como Jozef Goldberg) y Anatol Fejgin fueron perseguidos y detenidos por haber cometido "abusos de poder", incluyendo la tortura de varios polacos anticomunistas, entre ellos Witold Pilecki, y fueron condenados a largas condenas de prisión. Un oficial de la U.B. Józef Światło (nacido como Izaak Fleichfarb), después de escapar hacia occidente contó en Radio Europea Libre los métodos de tortura que empleaba la U.B. llevando a ésta a su disolución en 1954.
En esta época se fundaron algunas instituciones culturales judías, incluyendo el Teatro Estatal Yiddish creado en 1950 y dirigido por Ida Kaminska, el Instituto Histórico Judío, una institución académica especializada en la investigación de la historia y la cultura de los judíos polacos. Asimismo se fundó un periódico en yiddish Fołks Sztyme ("La voz del pueblo").

### 1967–1989
En 1967, después de la guerra de los Seis Días que enfrentó a Israel con los países árabes, el Gobierno comunista polaco rompió las relaciones diplomáticas con Israel. En el año 1968 la mayoría de los cuarenta mil judíos que aún quedaban en Polonia estaban fuertemente asimilados en la sociedad polaca, pero durante ese año los judíos fueron víctimas de una campaña organizada por el Estado que partía de la base de que las personas con origen judío eran. con seguridad, simpatizantes del sionismo y, por lo tanto, desleales a Polonia y al comunismo.
En marzo de 1968 sucedieron en Varsovia manifestaciones estudiantiles causadas por el descontento de la población con el régimen comunista (La Crisis Política Polaca de 1968) que dio al gobierno de Gomułka una oportunidad para desviar el sentimiento antigubernamental de la población.
De esta manera el jefe de seguridad, Mieczysław Moczar, aprovechó la situación para desatar una campaña estatal antisemita en la prensa (aunque se usaba oficialmente el término "sionista"). Esta campaña estatal "antisionista" derivó en la expulsión de los judíos del Partido Obrero Unificado Polaco (el partido único) y de los pocos catedráticos o profesores judíos que quedaban en los colegios y en las universidades. Debido a todas estas presiones, 25.000 judíos se vieron forzados a emigrar entre 1968 y 1970. Esta campaña, aunque estuvo desde un principio dirigida a los judíos que habían colaborado con la administración estalinista y sus familias, afectó a la gran mayoría de los judíos que quedaban en Polonia, fueran cuales fueran sus orígenes.
La Crisis Política Polaca de 1968 trajo muchas consecuencias, los hechos y la campaña antisemita posterior dañaron mucho la reputación de Polonia en el extranjero, sobre todo en los Estados Unidos. Numerosos intelectuales polacos se opusieron a la campaña antisemita del Estado. Muchas de las personas que emigraron desde Polonia hacia los países capitalistas en esta época (judíos y no judíos) fundaron organizaciones políticas de oposición al régimen comunista polaco, que además dieron fuerza a la oposición dentro del país.
Durante la década de los setenta muchos activistas judíos se unieron a la oposición clandestina anticomunista. El más destacado entre ellos fue Adam Michnik (fundador de la Gazeta Wyborcza), uno de los fundadores del Comité de Defensa de los Obreros (KOR).
Cuando el régimen comunista en Polonia cayó en 1989, solo quedaban en Polonia entre cinco y diez mil judíos, muchos de los cuales ocultaban sus orígenes.

## Desde 1989
Desde la caída del comunismo en Polonia, la vida cultural social y religiosa judía ha ido renaciendo poco a poco. Muchos acontecimientos históricos relacionados con la Segunda Guerra Mundial y con la época comunista que habían sido ocultados por la censura soviética, han sido desvelados y estudiados públicamente (como la Masacre de Jedwabne, la Masacre de Koniuchy, el pogromo de Kielce y las relaciones entre polacos y judíos durante la guerra en general).
De acuerdo con un foro que lucha contra el antisemitismo, ha habido 18 incidentes antisemitas en Polonia desde enero de 2001 hasta noviembre de 2005 sin demasiada importancia, y de hecho el último fue en el 2003. De todas formas, según una encuesta del año 2005 en la cual los polacos fueron consultados sobre su relación con otras naciones, la proporción de la población con formas de pensar antisemitas es bastante mayor que en otros países europeos. El 45 % de los encuestados decía sentir antipatía hacia los judíos, el 18 % simpatía, el 29 % indiferencia y el 8 % restante no lo tenía claro. Otra encuesta de enero del año 2004 indica que el 40 % de los polacos creían que su país con una población judía de menos de 300 000 personas sobre 39 millones de población total está "siendo gobernado por judíos".
La vida religiosa judía ha ido reviviendo con la ayuda de la Fundación Ronald Lauder, la comunidad judía polaca emplea dos rabinos, dirige una pequeña red de colegios judíos y campamentos de verano y sostiene algunas publicaciones periódicas a la vez que organiza varios eventos culturales.[cita requerida] En 1993 se creó la Unión de Comunidades Religiosas Judías de Polonia con la intención de organizar la vida religiosa de los miembros de las comunidades del país.
También se han establecido programas de estudios de judaísmo en la Universidad de Varsovia y en la Universidad Jaguelónica de Cracovia, que tratan temas sobre la cultura y la historia judía, dirigidos a un alumnado casi totalmente católico. Además el gobierno polaco va a financiar la construcción de un museo sobre la historia de los judíos polacos en la ciudad de Varsovia.

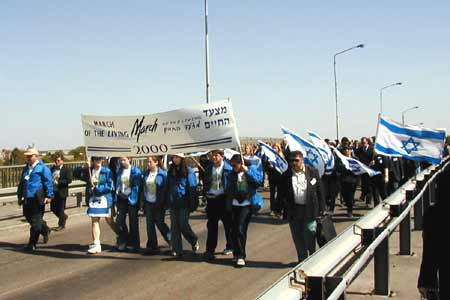
Marcha de la vida, Auschwitz, año 2000.

De entre los países del Bloque comunista que habían roto sus relaciones diplomáticas con Israel en 1967 a consecuencia de la guerra de los Seis Días (todos los países comunistas excepto Rumanía), Polonia fue el primero en reanudarlas en 1986 y en recomponerlas totalmente en 1990. Las relaciones gubernamentales entre Polonia e Israel han ido mejorando paulatinamente como resultado de visitas mutuas de los presidentes y de los ministros de Exteriores de ambos países.

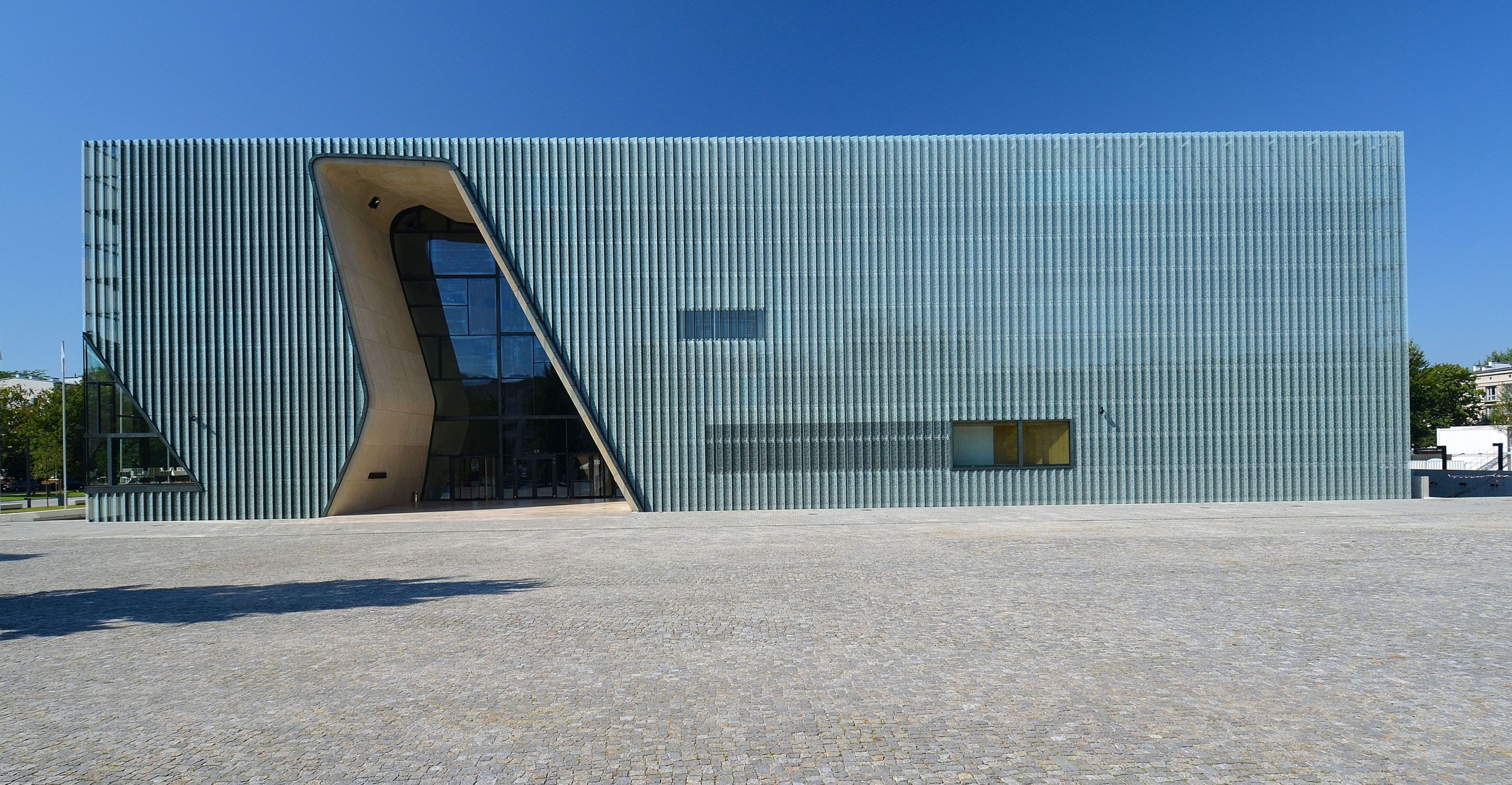
Museo de la Historia de los Judíos Polacos POLIN

Ha habido un gran número de acontecimientos para recordar el Holocausto en Polonia en los últimos años. En septiembre del año 2000 gobernantes de Polonia, Israel, Estados Unidos y otros muchos países (incluyendo, por ejemplo, el príncipe Hassan de Jordania) se reunieron en la ciudad de Oświęcim (al lado del emplazamiento del campo de concentración de Auschwitz) para celebrar la apertura de la reconstruida Sinagoga Chevra Lomdei Mishnayot y el Centro Judío de Auschwitz. La sinagoga, que fue la única de Oświęcim en sobrevivir a la guerra (paradójicamente en la ciudad de Oswiecim habitaba antes de la guerra una comunidad judía de ocho mil personas que fueron masacradas como todos los judíos de Polonia) junto con el centro cultural y educacional otorgan a los visitantes judíos de todo el mundo un lugar donde rezar y conocer cómo se desarrollaba la vida de la comunidad judía de la ciudad. Esta sinagoga fue la primera propiedad comunitaria en ser devuelta a la comunidad judía en todo el país gracias a una ley de 1997 que permite la devolución de las propiedades judías a la comunidad. Adicionalmente desde 1997 se viene celebrando todos los años la Marcha de la vida, una caminata desde Auschwitz hasta Birkenau para honrar y recordar a todas las víctimas del Holocausto y en la que suelen participar jóvenes polacos, católicos y judíos, y jóvenes judíos de todo el mundo, sobre todo de Israel y de los Estados Unidos. También hay actividades más generales, como el Festival de Cultura Judía de Cracovia, que se celebra todos los años.
En el año 2000 se estima que la población judía de Polonia contaba con unos ocho a doce mil miembros, la mayoría de ellos viven en Varsovia, Breslavia y Bielsko-Biała. De todas maneras, se trata de un tema polémico, puesto que no hay datos en el censo que puedan ofrecer un número exacto. De acuerdo con algunas instituciones judías de Polonia, como el Centro Moses Schorr, esto puede representar una subestimación del verdadero número. Esta organización estima que hay aproximadamente 100.000 judíos en Polonia (o parcialmente judíos) aunque no sean religiosos, de los cuales entre treinta y cuarenta mil tienen alguna conexión directa, por pequeña que sea, con la comunidad judía, ya sea a nivel cultural o religioso. En 2017 se ha denunciado que el antisemitismo crece en Polonia alimentado por la crisis de los refugiados que vive Europa y por la actitud de políticos locales y medios de comunicación.

## Filmografía
Las películas que más abundan sobre la historia judía de Polonia se centran en el Holocausto. Algunas de las más destacadas sobre Polonia son, ordenadas por año:
- Europa Europa (1990)- Directora: Agnieszka Holland
- La lista de Schindler (1993)- Director: Steven Spielberg
- La zona gris (2001)- Director: Tim Blake Nelson
- El pianista (2002)- Director: Roman Polanski

### Mapas
- The Cossak Uprising and its Aftermath in Poland, Jewish Communities in Poland and Lithuania under the Council of the Four Lands Archivado el 15 de septiembre de 2009 en Wayback Machine., The Spread of Hasidic Judaism Archivado el 15 de septiembre de 2009 en Wayback Machine., Jewish Revolts against the Nazis in Poland (All maps from Judaism: History, Belief, and Practice)

### Historia de los judíos polacos, referencias en inglés
- The Polish Jews Home Page
- Beyond the Pale Archivado el 20 de febrero de 2011 en Wayback Machine.: A History of the Jews in Russia. See especially: Jews of Lithuania and Poland Archivado el 5 de junio de 2011 en Wayback Machine.
- Mike Rose's History of the Jews in Poland before 1794 and After 1794
- Virtual Jewish History Tour of Poland
- Early History of the Polish Jewish Community from Medieval Jewish Civilization: An Encyclopedia
- Jews in Poland from the LNT Travel company.
- Judaism in the Baltic: Vilna as the Spiritual Center of Eastern Europe
- The Jews in Poland. Saving from oblivion - Teaching for the future
- Historical Sites of Jewish Warsaw
- Kazimierz in Kraków - History and Jewish Festivals Archivado el 24 de julio de 2011 en Wayback Machine.
- Jewish presence in the history of Gliwice
- Polish-Jewish Relations section of the Polish Embassy in Washington
- Facts and Myths: on the Role of the Jews during the Stalinist Period
- A Complicated Coexistence:Polish-Jewish relations through the centuries, Joanna Rohozinska, Central Europe Review, 28 January 2000
- The Virtual Jewish History Tour - Poland
- Primary sources for the premodern period in Jewish history and video presentations by scholars, including: Edward Fram, Moshe Rosman, Adam Teller, and Magda Teter on Jews in Poland-Lithuania

### La Segunda Guerra Mundial y el holocausto, referencias en inglés
- Warsaw Ghetto Uprising from the US Holocaust Museum. From the same source see:
  - Non-Jewish Polish Victims of the Holocaust
  - Bibliography of Polish Jewish Relations during the War
- Warsaw Ghetto Museum under development
- Chronology of German Anti-Jewish Measures during World War II in Poland
- THE JEWS AND THE POLES: HOLOCAUST UNDERSTANDING & PREVENTION Archivado el 25 de noviembre de 2010 en Wayback Machine. by Alexander Kimel
- The Catholic Zionist Who Helped Steer Israelí Independence through the UN

### Vida Judeo-Polaca contemporánea y organizaciones, referencias en inglés o en polaco
- Official Site of the Orthodox Jewish Community in Poland, see also their list of related links
- Orthodox Synagogue in Varsovia
- Congregation of Liberal Jews in Varsovia
- Diapozytyw. Contemporary Jewish Life in Poland
- Jewish Historical Institute of Poland, founded in 1928.
- Museo de la Historia de los Judíos Polacos POLIN
- Foundation for Preservation of Jewish Heritage in Poland
- Judaica Foundation
- The Association of "Children of the Holocaust" in Poland
- Poland's Jews:A light flickers on, The Economist, 20 December 2005
- Progressive Jewish Community Beit Warszawa
- www.joo.eu - A Website dedicated to Jewish Life in Poland - Rabbi's Blog, cultural events, news, newspaper
- Chabad Lubavitch of Poland

- Datos: Q1516823
- Multimedia: Judaism in Poland / Q1516823